# Powieść realistyczna
Powieść realistyczna – odmiana powieści wykształcona w drugiej połowie XIX w. 
Twórcy powieści realistycznej ukazywali, często w sposób wyrywkowy, za to szczegółowy, życie zwykłego człowieka. Czynili to w sposób obiektywny i z perspektywy zrozumiałej dla przeciętnego odbiorcy, kierującego się typowymi zasadami moralnymi. W prozie realistycznej nastąpiła demokratyzacja tematów i języka. Bohaterowie nie przypominali herosów, ich biografie były typowe dla epoki i stylu życia klasy, którą reprezentują. Kreując postać realista dbał zarówno o motywację psychologiczną jak i socjologiczną. Narrator wszechwiedzący ma dystans do wydarzeń, o których opowiada. Nie tylko je relacjonuje, ale także formułuje oceny, niekiedy w sposób bezpośredni. Fabuła powieści realistycznej jest na ogół wielowątkowa, obfituje w epizody. Zdarzenia zazwyczaj są uporządkowane chronologicznie, ale relacje przerywają informacje o zdarzeniach wcześniejszych. Ważną funkcję spełnia opis przestrzeni konstruowany z punktu widzenia narratora, który stara się wychwycić cechy najbardziej charakterystyczne. 
Przedstawicielami realizmu są: Stendhal (Czerwone i czarne), Honoré de Balzac (Komedia ludzka), 
Charles Dickens (Klub Pickwicka), Nikołaj Gogol (Martwe dusze), Lew Tołstoj (Wojna i pokój); w Polsce: Eliza Orzeszkowa, Bolesław Prus (Lalka), Henryk Sienkiewicz.

## Główne cechy
Główne cechy powieści realistycznej to:
- obiektywna narracja w trzeciej osobie (narrator wszechwiedzący), czasem też pierwszoosobowa (przy narracji listów, pamiętników);
- nieschematyczni bohaterowie (brak bohaterów skrajnie złych i dobrych);
- mowa pozornie zależna (narrator przekazuje myśli bohatera);
- obowiązywanie zasady prawdopodobieństwa;
- rozbudowane opisy miejsc, sytuacji i osób, które są jasno określone poprzez retrospekcje. Ponadto realia przedstawionego świata są znane autorowi, a wydarzenia umieścił w czasie w którym żył;
- wyraźnie wyartykułowane związki przyczynowo-skutkowe;
- ukazanie panoramy społeczeństwa;
- chronologia wydarzeń powieści realistycznej.